# Huis met de Kolommen
Het Huis met de Kolommen, ook wel het Deutzhuis genoemd, is sinds 1927 de ambtswoning van de Amsterdamse burgemeester. Het pand werd door Paulus Godin in 1672 gebouwd en ligt aan de Herengracht 502.

## Geschiedenis
Paulus Godin (1618-1690) was koopman en bewindhebber van de West-Indische Compagnie. De begane grond kreeg toen vier pakhuisdeuren. In het midden was de voordeur met daarboven een klein balkon, ondersteund door twee kolommen. Zijn dochter erfde het huis en trouwde met ossenweider Cornelis Bors van Waveren (1662-1722), die op nummer 478 woonde. Na haar overlijden verhuisde hij naar nummer 450, zijn twee dochters bleven op 502 wonen, ook toen dochter Cornelia Maria (1697-1763) met Andries Adolph Deutz van Assendelft, de latere burgemeester van Amsterdam (1821-1826) trouwde. 
Toen Cornelia Maria in 1763 overleed, bleef haar jongere, ongehuwde zuster Elizabeth Jacoba in het huis achter. Zij overleed in 1771. Zij liet veel geld en familieportretten na, die via haar erfgenaam Jean Bors van Waveren, de zoon van haar zwager Cornelis, naar het Deutzenhofje gingen. In 1791 liet Cornelis Bors van Waveren veel veranderen door stadsarchitect Abraham van der Hart. De pakhuisdeuren werden vervangen door ramen en kelderlichten en de reeds bestaande ramen werden in empirestijl afgewerkt. Aan de achtergevel werd beneden een uitbouw aangebracht en de eerste verdieping kreeg een balkon, dat door vier Dorische zuilen werd gedragen.
Tot de latere eigenaars van het huis behoren Theodor Gülcher, Willem Hendrik van Loon en Jacob Theodoor Cremer. Deze laatste verkocht het huis in 1912 aan Cornelis Johannes Karel van Aalst, die toen net president-directeur van de Nederlandsche Handel-Maatschappij werd. In 1927 schonk deze zijn huis aan de stad Amsterdam op voorwaarde dat dit de ambtswoning van de burgemeester zou worden.
Het huis werd grondig gerestaureerd met architect H.M.J. Walenkamp. Het huis werd vervolgens ingericht met geld dat door Sam van Eeghen, P. van Leeuwen Boomkamp en C.G. Vattier Kraane bijeen was gebracht.
Op 19 juli 1927 betrok burgemeester Willem de Vlugt de ambtswoning en op 2 september 1927 werd de eerste receptie gegeven.
Niet alle burgemeesters hebben er sindsdien gewoond. Tijdens de Tweede Wereldoorlog werd het pand bewoond door Edward John Voûte en daarna door Arnold Jan d'Ailly. Gijsbert van Hall gebruikte het huis alleen voor ontvangsten. Ivo Samkalden woonde er en liet de derde verdieping verbouwen tot een appartement met privévertrekken. Hier woonde Job Cohen ook en zijn opvolger Eberhard van der Laan trok er in 2011 met zijn gezin in. Op 5 oktober 2017 overleed Van der Laan in het huis aan de gevolgen van longkanker.

## De tuin
In het midden van de tuin is een lang grasveld met aan weerszijden een pad. Links en rechts zijn borders, waarlangs vroeger een rand tulpen en hyacinten stond. De huidige tuin werd in 1909 (waarschijnlijk door Walenkamp) aangelegd, toen J.T. Cremer er woonde.
 Een deel van de tuin wordt overschaduwd door een oude rode beuk.
Aan het einde van de tuin is een koetshuis, dat op Keizersgracht 607 uitkomt en pas in 1684 werd gebouwd. In 1907 werd dat kadastraal afgescheiden.

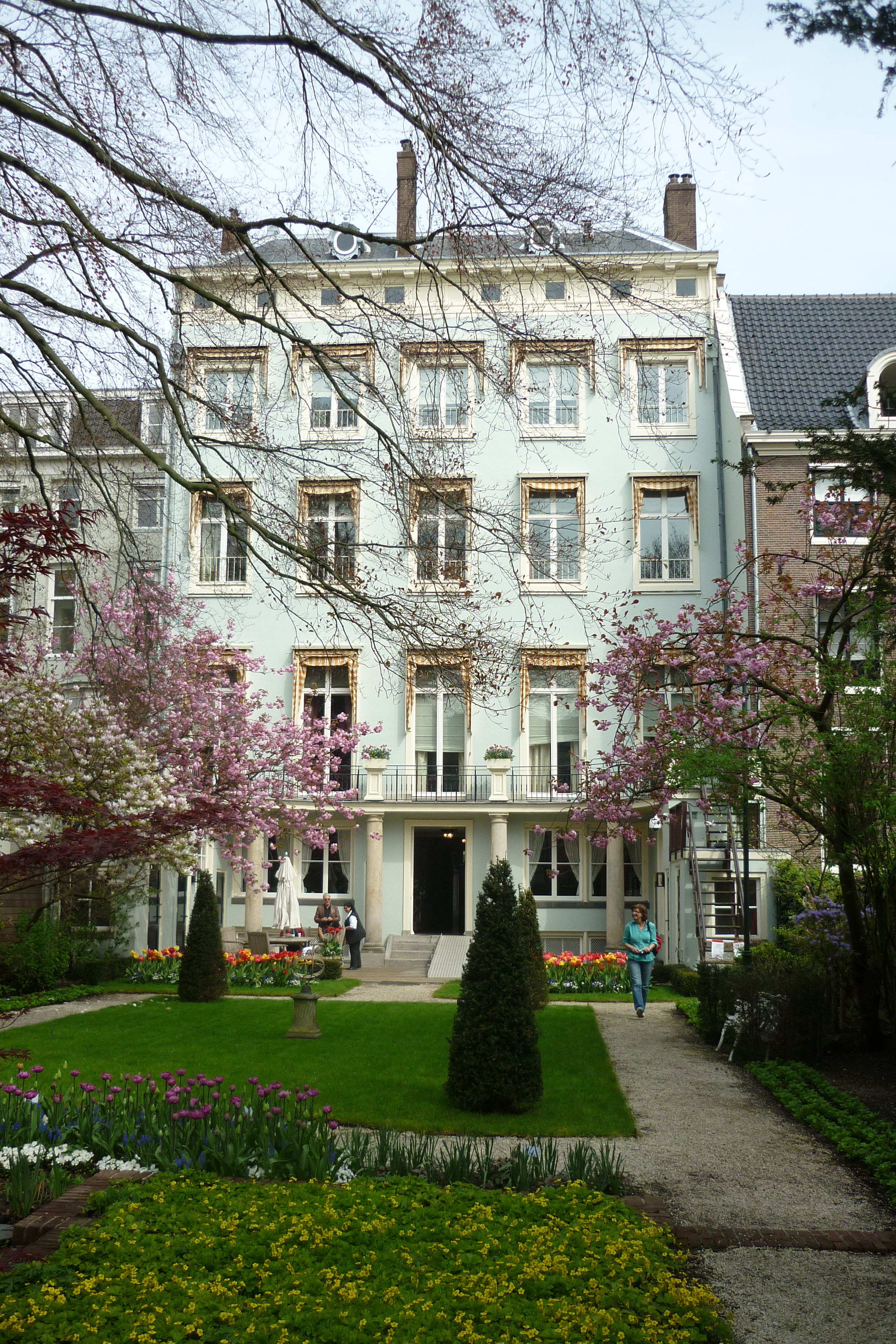
Gepleisterde achtergevel met balkon
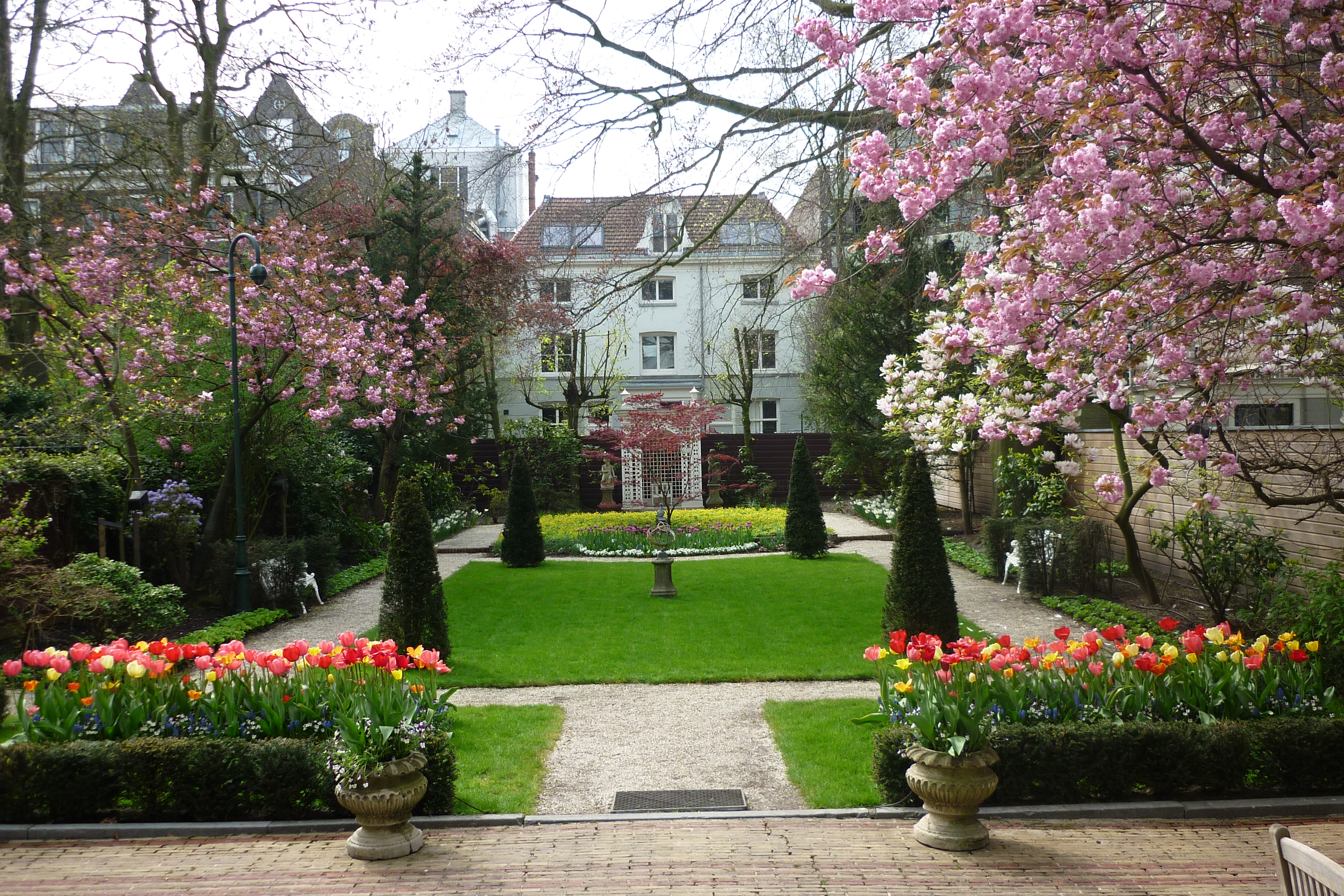
De tuin en het koetshuis tijdens de Amsterdamse Tulpen Dagen in 2010

## Openstelling
- Tijdens Open Monumentendag
- Tijdens de Amsterdamse Tulpen Dagen